# Antoine Rollin de La Farge
Pour les articles homonymes, voir La Farge.
Antoine Rollin de La Farge, né le 30 janvier 1740 à Metz et mort le 1er juin 1814 à Nantes, est un officier, enseignant et  homme politique français, député de la Loire-Inférieure sous le Directoire.

## Biographie
Il entre jeune à l'école d'artillerie de Metz, devient lieutenant de grenadiers en Wurtemberg, lieutenant aux gardes du corps du duc de Wurtemberg, puis capitaine en 1762.
Il est reçu avocat au parlement de Paris, est devient successivement aide-professeur à l'école d'artillerie d'Auxonne, professeur de mathématiques à Rochefort en 1766 puis à Brest, professeur à l'école de marine du Havre en 1773, professeur de mathématiques et de physique expérimentale à Brest en 1775, titulaire de la chaire de navigation au collège de la marine de Vannes en 1786
Le 28 avril 1785, il avait élu membre adjoint de l'Académie de marine de Brest.
En 1790, il est nommé commissaire du roi pour l'élection des assemblées du département et des districts et procureur-syndic de Vannes.
Il est nommé professeur à l'école de marine de Nantes l'année suivante, puis professeur de législation à l'école centrale de Nantes.
Il fut quelque temps membre et président du jury d'instruction de la Loire-Inférieure, devint [Quoi ?]
Le 27 germinal an VI, il est élu député de la Loire-Inférieure au Conseil des Cinq-Cents.